# 中村浩三
中村 浩三（なかむら こうぞう、1917年（大正6年）7月10日 - 2008年（平成20年））は、日本のドイツ文学者、翻訳家、早稲田大学名誉教授。

## 生涯
島根県生まれ。1944年早稲田大学文学部独文科卒。早稲田高等学校講師、1951年早稲田大学理工学部助教授、1957年教授、1968 - 1974年語学教育研究所長、1988年定年退任、名誉教授。
1991年『少年ルーカスの遠い旅』で産経児童出版文化賞受賞。ドイツの児童文学を多く訳し、『大どろぼうホッツェンプロッツ』三部作がロングセラーとなっている。

## 共著
- 『入門講座たのしいドイツ語』中村英雄共著 大学書林、1974

### 翻訳
- シュトルム『三色すみれ』小峰書店 少年少女のための世界文学選、1951
- ハインツ・リッセ『こうもり』新潮社、1956
- オトフリート・プロイスラー『大どろぼうホッツェンプロッツ』偕成社、1966
- ヴェーラ・フェラーミークラ『三人のシュタニスラウス かみ舟のふしぎな旅』偕成社、1967
- 『ドイツ名詩選』山口四郎共訳注 三修社、1967
- ヴェーラ・フェラーミークラ『三人のシュタニスラウス はらぺこのえんそく』偕成社、1968
- タンクレート・ドルスト『青いまほうつかいとウィリー』偕成社、1969
- ヴェーラ・フェラーミークラ『おばけのビートおばさん』偕成社、1969
- プロイスラー『大どろぼうホッツェンプロッツふたたびあらわる』偕成社、1970
- ハイドゥチェック『小さいほしがおちてきた』偕成社、1970
- ヴィルヘルム・マッチィーセン『赤いUの秘密』学習研究社 少年少女サスペンス推理、1971
- ヴェーラ=フェラ-ミークラ『ねずみたちがあぶない 三人のシュタニスラウス』偕成社、1971
- プロイスラー『大どろぼうホッツェンプロッツ 三たびあらわる』偕成社、1975
- デイビッド・マッキー『六にんの男たち』偕成社、1975
- オトフリート=プロイスラー『クラバート』偕成社、1980 のち文庫
- オトフリート=プロイスラー『みどり色のつりがね』偕成社、1980
- オトフリート=プロイスラー『小人ヘルベのぼうけん』偕成社、1984 のち文庫
- プロイスラー『小人ヘルベと大食らいのツボッテル』偕成社、1985
- ヴィリ=フェーアマン『少年ルーカスの遠い旅』中村采女共訳 偕成社、1991
- プロイスラー『先生は魔法つかい? ドイツの童話』偕成社、1991 のち文庫